# Kanton Plateau de Millevaches
 Plateau de Millevaches is een kanton van het Franse departement Corrèze. Het kanton maakt deel uit van het arrondissement  Ussel.  

Het telt 10.308 inwoners in 2018.

Het kanton werd gevormd ingevolge het decreet van 24  februari 2014 met uitwerking op 22 maart 2015, met Meymac als hoofdplaats.

## Gemeenten
Het kanton Plateau de Millevaches omvat volgende 33 gemeenten:
- Alleyrat
- Ambrugeat
- Bellechassagne
- Bonnefond
- Bugeat
- Chavanac
- Chaveroche
- Combressol
- Darnets
- Davignac
- Gourdon-Murat
- Grandsaigne
- Lestards
- Lignareix
- Maussac
- Meymac
- Millevaches
- Péret-Bel-Air
- Pérols-sur-Vézère
- Peyrelevade
- Pradines
- Saint-Angel
- Saint-Germain-Lavolps
- Saint-Merd-les-Oussines
- Saint-Pardoux-le-Vieux
- Saint-Rémy
- Saint-Setiers
- Saint-Sulpice-les-Bois
- Sornac
- Soudeilles
- Tarnac
- Toy-Viam
- Viam